# Wereldkampioenschappen baanwielrennen 1962
De wereldkampioenschappen baanwielrennen 1962 werden gehouden van 24 tot en met 28 augustus 1962 in het Italiaanse Milaan. Er stonden negen onderdelen op het programma, drie voor beroepsrenners, vier voor amateurs en twee voor vrouwen.

## Uitslagen

### Beroepsrenners
| Onderdeel     | Goud              | Goud      | Zilver          | Zilver | Brons           | Brons       |
| ------------- | ----------------- | --------- | --------------- | ------ | --------------- | ----------- |
| Sprint        | Antonio Maspes    | Italië    | Sante Gaiardoni | Italië | Oskar Plattner  | Zwitserland |
| Achtervolging | Henk Nijdam       | Nederland | Leandro Faggin  | Italië | Peter Post      | Nederland   |
| Stayeren      | Guillermo Timoner | Spanje    | Paul Depaepe    | België | Leo Wickihalder | Zwitserland |

### Amateurs
| Onderdeel            | Goud                                                    | Goud                     | Zilver                                                   | Zilver      | Brons                                                            | Brons       |
| -------------------- | ------------------------------------------------------- | ------------------------ | -------------------------------------------------------- | ----------- | ---------------------------------------------------------------- | ----------- |
| Sprint               | Sergio Bianchetto                                       | Italië                   | Giuseppe Beghetto                                        | Italië      | Pierre Trentin                                                   | Frankrijk   |
| Achtervolging        | Kaj Jensen                                              | Denemarken               | Herman Van Loo                                           | België      | Jaap Oudkerk                                                     | Nederland   |
| Ploegenachtervolging | Ehrenfried Rudolph Bernd Rohr Klaus May Lothar Claesges | Bondsrepubliek Duitsland | Deut Hansen Preben Isaksson Kaj E. Jensen Kurt Vid-Stein | Denemarken  | Arnold Belgardt Leonid Kolumbet Stanislav Moskvin Viktor Romanov | Sovjet-Unie |
| Stayeren             | Romain De Loof                                          | België                   | Hans Lauppi                                              | Zwitserland | Christian Giscos                                                 | Frankrijk   |

### Vrouwen
| Onderdeel     | Goud             | Goud                | Zilver            | Zilver      | Brons              | Brons               |
| ------------- | ---------------- | ------------------- | ----------------- | ----------- | ------------------ | ------------------- |
| Sprint        | Valentina Savina | Sovjet-Unie         | Irina Kiritchenko | Sovjet-Unie | Jean Dunn          | Verenigd Koninkrijk |
| Achtervolging | Beryl Burton     | Verenigd Koninkrijk | Yvonne Reynders   | België      | Lidiya Tikhomirova | Sovjet-Unie         |

### Medaillespiegel
| Plaats | Land                     | Goud | Zilver | Brons | Totaal |
| 1      | Italië                   | 2    | 3      | 0     | 5      |
| 2      | België                   | 1    | 3      | 0     | 4      |
| 3      | Sovjet-Unie              | 1    | 1      | 2     | 4      |
| 4      | Denemarken               | 1    | 1      | 0     | 2      |
| 5      | Nederland                | 1    | 0      | 2     | 3      |
| 6      | Verenigd Koninkrijk      | 1    | 0      | 1     | 2      |
| 7      | Spanje                   | 1    | 0      | 0     | 1      |
| 7      | Bondsrepubliek Duitsland | 1    | 0      | 0     | 1      |
| 9      | Zwitserland              | 0    | 1      | 2     | 3      |
| 10     | Frankrijk                | 0    | 0      | 2     | 2      |
| Totaal | Totaal                   | 9    | 9      | 9     | 27     |